# Emergency Couple
Emergency Couple (hangul: 응급남녀; rr: Eunggeubnamnyeo) é uma telenovela sul-coreana, estrelada por Song Ji-hyo, Choi Jin-hyuk, Lee Pil-mo, Choi Yeo-jin e Clara Lee. Foi exibida pela emissora tvN de 24 de janeiro à 5 de abril de 2014 às sextas-feiras e sábados, com um total de 21 episódios. Seu enredo é sobre um casal divorciado, cujos sentimentos tumultuados um pelo outro, são reacendidos quando encontram-se anos mais tarde como estagiários no mesmo hospital.
Um talk show musical intitulado  Reply with Music - Emergency Couple foi ao ar em 19 de abril de 2014.

## Enredo
Em seus vinte e poucos anos, um estudante de faculdade de medicina, Oh Chang-min (Choi Jin-hyuk), e uma nutricionista, Oh Jin-hee (Song Ji-hyo), se apaixonam e se casam, apesar da forte oposição da família do primeiro. Chang-min vem de uma família de ricos, médicos bem sucedidos; eles acham que Jin-hee não é boa o suficiente para ele, e depois dele se casar com ela, o deixam, sem um centavo. A fim de ganhar dinheiro imediatamente, Chang-min desiste de seu sonho de se tornar um médico, e em vez disso se torna um vendedor de produtos farmacêuticos. Ele é infeliz em seu trabalho, enquanto o complexo de inferioridade de Jin-hee se aprofunda, com a família de seu marido olhando-a com inferioridade. Eles começam a brigar constantemente e, eventualmente, se divorciam. Seis anos depois, Chang-min volta para a escola de medicina para perseguir seu sonho, enquanto Jin-hee também entra para a faculdade de medicina. Eles acabam como estagiários no mesmo hospital, onde terão que trabalhar juntos na mesma sala de emergência por três meses.

## Elenco

### Principal
- Song Ji-hyo como Oh Jin-hee, estagiária[7][8][9]
- Choi Jin-hyuk como Oh Chang-min, estagiário[10][11][12]
- Lee Pil-mo como Gook Cheon-soo, médico assistente de Medicina de Emergência[13]
- Choi Yeo-jin como Shim Ji-hye, professora assistente de cirurgia
- Clara Lee como Han Ah-reum, estagiária[14]

### Coadjuvantes
- Yoon Jong-hoon como Im Yong-gyu, estagiário
- Im Hyun-sung como Park Sang-hyuk, estagiário
- Chun Min-hee como Lee Young-ae, estagiária e esposa de Sang-hyuk
- Choi Beom-ho como Go Joong-hoon, chefe da Medicina de Emergência
- Park Sung-geun como Ahn Young-pil, cirurgião
- Heo Jae-ho como Jang Dae-il, residente
- Kwon Min como Kim Min-ki, residente
- Kim Hyun-sook como Choi Mi-jung, enfermeira do ER
- Lee Sun-ah como Heo Young-ji, enfermeira do ER
- Choi Yu-ra como Son Ye-seul, enfermeira do ER
- Lee Mi-young como Jo Yang-ja, mãe de Jin-hee
- Jeon Soo-jin como Oh Jin-ae, irmã de Jin-hee
- Park Doo-sik como Kim Kwang-soo, cantor indie e marido de Jin-ae
- Park Joon-geum como Yoon Sung-sook, mãe de Chang-min
- Kang Shin-il como Oh Tae-seok, pai de Chang-min
- Park Ji-il como Yoon Sung-gil, tio de Chang-min
- - como Yoon Sung-mi, tia de Chang-min
- - como Yoon Sung-ja, tia de Chang-min

### Participações
- Yoon Joo-sang como sacerdote (ep 1, 14)
- Lee Han-wi como Jun Hyung Suk / médico (ep 1)
- Jeon Soo-kyung como diretor do hospital (ep 1)
- Yoon Bong-gil como paciente bêbado armado (ep 2)
- Jung Joo-ri como pretendente de Chang-min (ep 3)[15]
- Gary como  Dae-ri (ep 6)[16][17][18][19][20]
- DickPunk] como banda indie (ep 6)
- Nam Jung-hee como paciente (ep 18-19)
- Narsha como paciente (ep 19)
- Kim Kang-hyun como paciente (ep 19)

## Trilha sonora
| N.º | Título                                                       | Artista                | Duração |  |
| 1.  | "응급남녀" (Emergency Couple)                                | Vários Artistas        | 1:14    |  |
| 2.  | "설렘" (Romance)                                             | Vários Artistas        | 2:23    |  |
| 3.  | "Love Again"                                                 | 3rd Coast (써드코스트) | 2:36    |  |
| 4.  | "모두 다 이별을 경험한다" (Everyone Experiences The Breakup) | Vários Artistas        | 2:01    |  |
| 5.  | "꽃향기" (Scent of a Flower)                                 | Lim Jeong-hee          | 4:46    |  |
| 6.  | "병원 인턴 백서" (Hospital Internship Paper)                 | Varios Artistas        | 2:33    |  |
| 7.  | "진희 비트" (Jin Hee Beat)                                   | Vários Artistas        | 3:32    |  |
| 8.  | "그때 우리 사랑은" (The Way We Loved)                        | Park Shi Hwan          | 3:39    |  |
| 9.  | "어루만지다" (Pacify)                                        | Vários Artistas        | 2:41    |  |
| 10. | "I Am"                                                       | Joo Ah                 | 4:46    |  |
| 11. | "꽃향기" (Scent of a Flower)                                 | Choi Jin-hyuk          | 3:43    |  |
| 12. | "우리가 우리였을 때" (When We Were)                          | Vários Artistas        | 3:29    |  |
| 13. | "Love Again (Inst.)"                                         | Vários Artistas        | 2:36    |  |
| 14. | "꽃향기 (Inst.)" (Scent of a Flower (Inst.))                 | Lim Jeong-hee          | 4:46    |  |
| 15. | "그때 우리 사랑은 (Inst.)" (The Way We Loved (Inst.))        | Park Shi Hwan          | 3:39    |  |
| 16. | "꽃향기 (Inst.)" (Scent of a Flower (Inst.))                 | Choi Jin-hyuk          | 3:43    |  |
| 17. | "I Am (Inst.)"                                               | Joo Ah                 | 4:46    |  |

## Recepção
Na tabela abaixo, os números azuis representam as audiências mais baixas e os números vermelhos representam as audiências mais elevadas.
| Episódio | Data de transmissão original | AGB Nielsen ratings | AGB Nielsen ratings |
| Episódio | Data de transmissão original | Audiência média     | Classificação       |
| -------- | ---------------------------- | ------------------- | ------------------- |
| 1        | 24 de janeiro de 2014        | 2.4%                | 3.7%                |
| 2        | 25 de janeiro de 2014        | 2.7%                | 3.8%                |
| 3        | 31 de janeiro de 2014        | 1.7%                | N/A                 |
| 4        | 1 de fevereiro de 2014       | 2.8%                | 3.7%                |
| 5        | 7 de fevereiro de 2014       | 3.4%                | 4.6%                |
| 6        | 8 de fevereiro de 2014       | 3.3%                | 4.9%                |
| 7        | 14 de fevereiro de 2014      | 3.6%                | 5.1%                |
| 8        | 21 de fevereiro de 2014      | 3.7%                | 4.9%                |
| 9        | 22 de fevereiro de 2014      | 3.6%                | 4.7%                |
| 10       | 28 de fevereiro de 2014      | 3.4%                | 4.3%                |
| 11       | 1 de março de 2014           | 4.1%                | 4.8%                |
| 12       | 7 de março de 2014           | 4.0%                | 5.4%                |
| 13       | 8 de março de 2014           | 4.1%                | 5.0%                |
| 14       | 14 de março de 2014          | 4.2%                | 5.5%                |
| 15       | 15 de março de 2014          | 4.1%                | 4.9%                |
| 16       | 21 de março de 2014          | 4.0%                | 5.2%                |
| 17       | 21 de março de 2014          | 5.0%                | 5.9%                |
| 18       | 28 de março de 2014          | 4.1%                | 5.2%                |
| 19       | 29 de março de 2014          | 4.8%                | 5.6%                |
| 20       | 4 de abril de 2014           | 4.9%                | 5.7%                |
| 21       | 5 de abril de 2014           | 5.0%                | 100%                |

## Transmissão internacional
Os direitos de transmissão foram vendidos para os Estados Unidos, China, Japão, Hong Kong, Tailândia, Vietnã, Indonésia, Myanmar e Camboja.
Começou a ser exibida no canal do Sudeste Asiático Channel M em 21 de abril de [2014, assim como parte das promoções, as estrelas Song Ji-hyo e Choi Jin-hyuk foram para Singapura para um encontro de fãs no Teatro Kallang em 16 de maio de 2014.